# Живорад Грбић
Живорад Грбић (Ваљево, 19. септембар 1892 — Београд, 8. фебруар 1954) био је српски и југословенски музички педагог, виолиниста и публициста.

## Образовање
Још у основној школи спознао је чари музике држећи виолину у рукама. Ипак, школовање је наставио као ђак Богословије у Београду. Током деветогодишњег школовања стекао је солидно и опште, али и музичко образовање, јер су наставници црквеног и хорског певања у тој школи били најзначајнији музички стваралац тог времена, Стеван Мокрањац и млади виолиниста и музички педагог Јован Зорко. Под њиховим утицајем даровити Живорад Грбић се трајно везао за музику, тако да је поред Богословије успешно завршио и Српску музичку школу у којој су предавачи били и Јован Зорко и Стеван Мокрањац (оснивач школе), као и наставник виолине Чех, Јован Ружичка. Након првог светског рата настављ школовање у Прагу, где је завршио студије виолине код знаменитог професора Јиндриха Фелда, са оценом „одличан”. Тада је Праг био важан европски музички центар и у њему је у том поратном времену било доста југословенских студената опредељених за музику. Студије музике у Прагу трајале су шест година.

## Каријера
Почетком 1914. године у освит Првог светског рата, Живорад Грбић постављен је за наставника музике и певања у Ваљевској гимназији. Ипак, сви педагошки, музички и људски квалитети младог богослова Грбића, дошли су до изражаја неколико година касније, када се вратио у родни град Ваљево, међу Ваљевце. У међувремену искусио је три горке године аустроугарског заробљеништва. У Ваљево и Ваљевску гимназију проф. Живорад Грбић вратио се 1926. године и наредних десетак година јесу златне године у области музичке културе у Ваљевској гимназији и у граду Ваљеву. Тада успешно под Грбићевим руководством наступају хор и оркестар Ваљевске гимназије и постижу изванредне резултате. О томе пишу све престоничке новине. Ваљевска гимназија је једина школа из унутрашњости земље која је, у времену између два светска рата, имала сопствени целовечерњи концерт у Београду, квалитетно изведен. За запажене заслуге у ширењу музичке културе међу ваљевским гимназијалцима, проф. Грбић одликован је 1930. године Орденом Светог Саве 5. реда. Значајан допринос неговању и развоју музичке културе у Ваљеву, проф. Ж. Грбић је дао и изван редовног рада у школи. У томе је највише успеха постигао са хором „Занатлија” радећи са њим од оснивања, у септембру 1929. године. Рад певачког друштва „Занатлија” биће веома цењен и ван родног града, а успешност и квалитет наступа пратила је како дневна штампа, тако и музичка критика, не штедећи похвале. Зна се да је професор Грбић оснивач и Грађанског музичког оркестра који је наступао заједно са „Занатлијом”. Поред захтевног друштвеног ангажовања, проф. Грбић је постизао и да најмлађе Ваљевце приватно подучава виолини и клавиру.
Касније свој педагошки рад наставља у Сремским Карловцима, у Богословији, и у Учитељској школи у Београду. Од 1937. до 1945. године био је професор виолине у Музичкој школи „Станковић” у Београду, а после и професор виолине на Музичкој академији.

## Дела
- Скале за виолину, у сарадњи са професором Лазаром Марјановићем
- Техника гудала
- Школа за виолину О. Шевчика
- Етиде Волфарта и Кејсера
- Збирка виолинских композиција југословенских аутора Златне степенице

## Остало
Живорад Грбић заслужан је за развој тениског спорта у граду Ваљеву. Као иницијатор оснивања Ваљевског тенис клуба 1927. године и предводник акције за изградњу првог тениског игралишта у Ваљеву, у парку Пећина, где су и данашњи терени, проф. Живорад Грбић ушао је и у спортску историју града Ваљева.
Професор Грбић био је један од оснивача, и управник Дома за ратну сирочад, утичући да се многи од тадашњих питомаца заинтересују за музику. Многи од њих у музици су се успешно и остварили као цењени Трипо Симонути, Драгутин Богосављевић и други.
Смрт га је затекла активног, на месту Проректора и ванредног професора виолине на Музичкој академији у Београду.
Музичка школа у Ваљеву носи његово име од 1966. године.